# Epicoma
Genre
Synonymes
- Epicomana Kiriakoff, 1970[1]
- Epicona Lower, 1893[1]
- Marane Walker, 1865[1]

Epicoma est un genre de lépidoptères (papillons) de la famille des Notodontidae.

## Liste des espèces
Selon Catalogue of Life (19 février 2023) :
- Epicoma anisozyga Turner, 1922
- Epicoma argentata Walker, 1865
- Epicoma argentosa Lucas, 1890
- Epicoma asbolina Turner, 1902
- Epicoma barnardi Lucas, 1890
- Epicoma barytima Turner, 1917
- Epicoma chrysosema Turner, 1922
- Epicoma barytima Turner, 1917
- Epicoma chrysosema Turner, 1922
- Epicoma contristis Hübner, 1823
- Epicoma derbyana Strand, 1929
- Epicoma dispar Turner, 1922
- Epicoma melanospila Wallengren, 1860
- Epicoma melanosticta Donovan, 1805
- Epicoma nigrolineata Joicey & Talbot
- Epicoma ochrogutta Herrich-Schäffer
- Epicoma phoenura Turner, 1922
- Epicoma pontifascialis Rosenstock, 1885
- Epicoma protrahens Lucas, 1890
- Epicoma signata Walker, 1855
- Epicoma tristis Donovan, 1805
- Epicoma zelotes Turner, 1902